# Pablo Couñago
Pablo Couñago, né le 9 août 1979 à Pontevedra (Espagne), est un ancien footballeur espagnol qui évoluait au poste d'avant-centre.

## Biographie
Il a joué pour le CD Numancia (d'août à décembre 1998), le Celta Vigo (de décembre 1998 à mai 1999 puis de juillet 2000 à juillet 2001), le Recreativo de Huelva (d'août 1999 à mai 2000), Ipswich Town (de juillet 2001 à juillet 2005) et le Málaga CF (de juillet 2005 à juillet 2007).
International espoirs pour l'Espagne de 1999 à 2001, il participe à la Coupe du monde des moins de 20 ans 1999 dont il finit meilleur buteur. Lors de la victoire 4-0 de l'équipe d'Espagne espoirs face à l'Angleterre, au cours de laquelle il inscrit un doublé, il se fait remarquer par George Burley, alors manager d'Ipswich Town. Celui-ci fait signer pour quatre années Couñago, alors au bout de son contrat.
Le 13 juillet 2007, le Málaga CF lui ayant accordé un bon de sortie, il signe de nouveau avec les Tractor Boys. Il marque un but lors du tour préliminaire de la Coupe de l'UEFA 2002-2003 contre les Luxembourgeois de l'Avenir Beggen lors du match retour (victoire 8-1).

## Palmarès

### En club
- Celta Vigo
  - Vainqueur de la Coupe Intertoto en 2000
  - Finaliste de la Coupe d'Espagne en 2001 (en)

- Đồng Tâm Long An
  - Vainqueur de la Champion du Viêt Nam de deuxième division (en) en 2012 (en)

- Kitchee SC
  - Vainqueur de la Coupe de Hong Kong en 2013 (en)

### En sélection
- Équipe d'Espagne des moins de 20 ans
  - Vainqueur de la Coupe du monde des moins de 20 ans en 1999

### Distinctions personnelles
- Meilleur buteur de la Coupe du monde des moins de 20 ans en 1999 (5 buts, ex æquo avec Mahamadou Dissa)
- Meilleur buteur d'Ipswich Town lors de la saison 2002-2003 (en) (21 buts)
- Élu meilleur joueur d'Ipswich Town par ses pairs lors de la saison 2002-2003 (en)
- Élu auteur du plus beau but d'Ipswich Town lors de la saison 2007-2008 (en)
- Élu meilleur joueur de la Coupe de Hong Kong en 2013 (en)